# Faraway (Film)
Faraway ist ein deutscher Spielfilm, der für die internationale Filmplattform Netflix gedreht wurde und im März 2023 Premiere feierte.

## Handlung
Zeynep Altin ist eine kroatisch-türkische Frau, die mit ihrer Familie ein Restaurant in München betreibt. Sie hat gerade ihre Mutter verloren, als sie feststellen muss, dass sie in diesem schweren Augenblick weder von ihrem Mann, noch von ihrem Vater oder ihrer 18-jährigen Tochter unterstützt wird. Als sie nach der Beerdigung erfährt, dass ihre Mutter ihr ein Häuschen auf einer kroatischen Insel vererbt hat, macht sie sich sofort auf den Weg dahin und verbindet mit ihrer spontanen Reise auch die Hoffnung, mit Ende 40 wieder zu sich selbst zu finden. Zu ihrem großen Erstaunen lebt in ihrem Haus aber Josip, dessen Familie das Haus einst gebaut hat. Er kümmert sich zwar einerseits um Zeyneps Wohlergehen, andererseits provoziert er sie aber auch bewusst.
Während Zeynep das Inselleben kennenlernt, erfährt sie auch mehr über ihre Mutter. Sie erwägt, das Haus zu vermieten oder zu verkaufen. Jedoch lernt sie mit jedem Tag auf der Insel Neues kennen und schätzen. Nachdem sie erfahren hat, dass ihr Mann im Begriff ist, sich anders zu binden, kommen ihre Pläne ins Wanken. Überraschend steht eines Morgens ihre Tochter aus Deutschland vor der Tür und später auch ihr Mann und ihr Vater, um sie zurückzuholen. Und da fällt Zeynep ihre Entscheidung über ihre Zukunft.

## Produktion
Regisseurin dieses Films ist Vanessa Jopp, die bereits durch die Filme Engel & Joe (2001) und Komm näher (2006) bekannt ist. Für Faraway hat sie die aus dem deutschen Fernsehen bekannte Schweizerin Naomi Krauss für die Rolle der Zeynep gewählt. Neben Krauss spielt der im heutigen Bosnien und Herzegowina geborene Goran Bogdan die männliche Hauptrolle. Die beiden kommunizieren im Film hauptsächlich auf Englisch. Authentisch wirkt das Sprachgemisch aus Deutsch, Englisch, Kroatisch und Türkisch, das durch die unterschiedlichen Protagonisten und Drehorte zustande kommt.
Faraway wurde 2022 vorwiegend auf den kroatischen Inseln Šolta und Brač gedreht; seit dem 8. März 2023 ist die Komödie auf der Filmplattform Netflix zu sehen.

## Rezeption
Die Kritik zu Faraway ist nicht einheitlich. Auf der Website decider wurde der Film als nicht besonders sehenswert bezeichnet. Gelobt wurde jedoch die Schauspielkunst von Naomi Krauss: „Even when the writing is loose and sloppy, Krauss maintains enough of her charismatic presence to hold the movie together.“ (Obwohl der Schreibstil [des Drehbuchs] locker und unachtsam ist, bewahrt Krauss genug von ihrer charismatischen Präsenz, um den Film zusammenzuhalten). Auf einer anderen Filmwebsite steht, dass Faraway zwar ein klischeehaftes Ende habe, trotzdem aber sehenswert sei. Positiv hervorgehoben wird in einer weiteren Kritik, dass dieser Film ein eher seltenes Thema aufgreife: eine Liebesgeschichte von älteren Menschen, er könne auch durchaus als „gorgeous“ (prächtig) bezeichnet werden. Auch die schönen Aufnahmen der kroatischen Landschaft machten diesen Film sehenswert.

### Altersfreigabe
Der Film ist bei Netflix ab 16 Jahren freigegeben.